# 哈特蘭鎮區 (密歇根州)
哈特蘭鎮區（英語：Hartland Township）是位於美國密歇根州利文斯頓縣的一個行政鎮區。

## 地方資料
哈特蘭鎮區的面積為96.60平方千米，當中陸地面積為92.90平方千米，而水域面積為3.70平方千米。根據2020年美國人口普查的數據，當地共有人口15256人，而人口密度為每平方千米157.93人。